# 4007-es busz

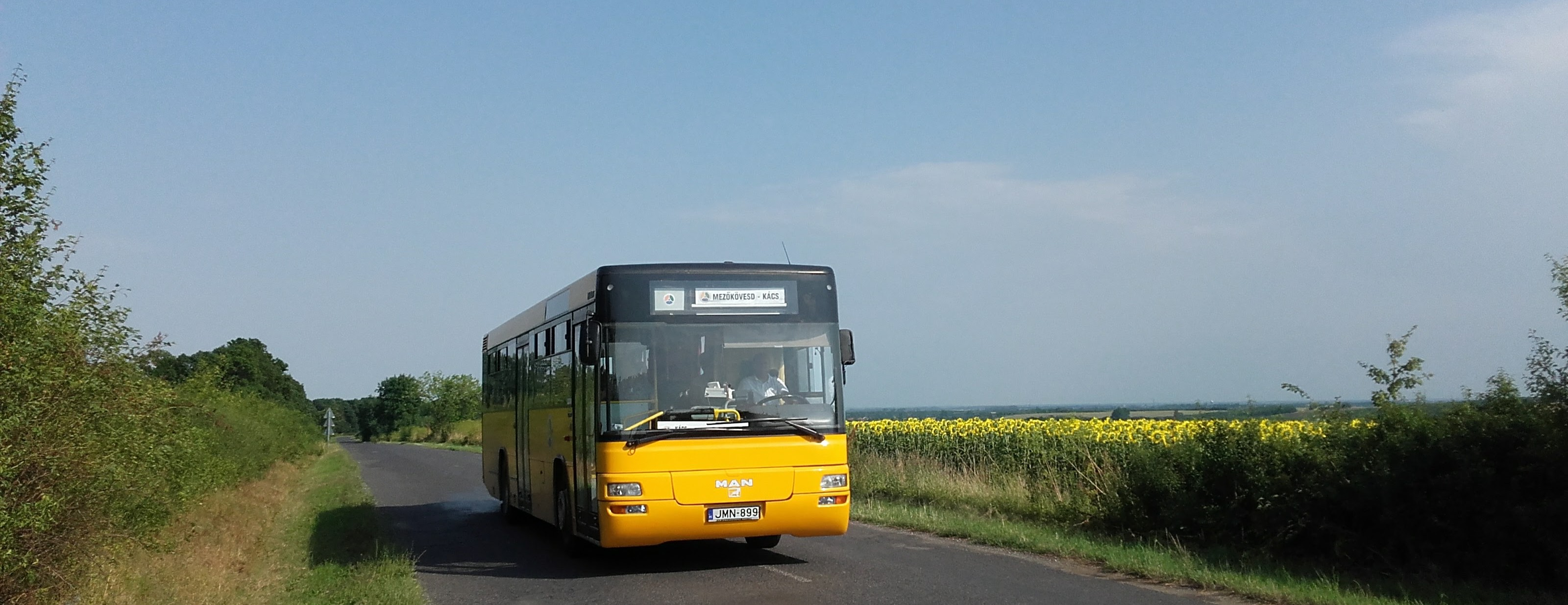
MAN SL 283 halad Tibolddaróc felé

A 4007-es jelzésű autóbuszvonal Mezőkövesd és környékének egyik helyközi járata, amit a Volánbusz Zrt. lát el a mezőkövesdi autóbusz-állomás és Kács között, illetve biztosítja Kács, Tibolddaróc és Bükkábrány vasúti kapcsolatát is Mezőkeresztes-Mezőnyárád vasútállomáson.

## Közlekedése
A járat a Mezőkövesdi járás székhelyének, Mezőkövesdnek az autóbusz-állomását köti össze a Bükk lábánál fekvő Kács kistelepüléssel, áthalad Mezőnyárád településen a Hatvan–Miskolc–Szerencs–Sátoraljaújhely-vasútvonalon fekvő Mezőkeresztes-Mezőnyárád vasútállomásig, majd a 3-as főúton halad Bükkábrányig. Ezután Tibolddarócon át éri el Kácsot, ahol pár járat egészen Kácsfürdőig közlekedik. Pár járat Klementinára is betér. Nem minden busz érinti a vasútállomást, vannak az állomástól és Bükkábrányból induló járatai is.
Napi fordulószáma viszonylag magasnak mondható. A vonal egyik törzsjárműve az NZM-432 rendszámú Credo Econell 12 és a JMN-899 rendszámú MAN SL 283. Reggelente látható az LVJ-232 rendszámú Ikarus E134 típusú autóbusz. Kora reggel illetve késő este az NRL-901 rendszámú Mercedes-Benz Intouro típusú autóbusz is megfordul ezen a viszonylaton.
Bükkábrány és Kács között párhuzamosan halad a Miskolcról induló 3748-as busszal.
2023 decemberétől a járatok Mezőkövesden a vasútállomás mellett kialakított új autóbusz-állomásról indulnak és ott végállomásoznak, így közvetlen csatlakozást biztosítanak a Budapest–Sátoraljaújhely-vasútvonalon közlekedő vonatokra.

## Megállóhelyei
| 0  | Mezőkövesd, autóbusz-állomás végállomás | 25 | 1057, 1341, 1344, 1375, 1376, 1377, 1379, 1380, 1382, 1426, 1427, 1447, 1468, 3146, 3418, 3419, 3421, 3749, 4001, 4005, 4006, 4008, 4010, 4013, 4014, 4015, 4016, 4017, 4018, 4023, 4026, 4027, 4030, 4157 |
| 1  | Mezőkövesd, Szent László tér            | 24 | 5, 5C, 5D, 5E, 5F, 5Y, 6C, 6D, 7, 7A, 8, 8A, 8C 1341, 1379, 1380, 3416, 3749, 4001, 4005, 4006, 4008, 4013, 4015, 4017, 4018, 4023, 4026, 4030                                                             |
| 2  | Mezőkövesd, gimnázium                   | 23 | 5, 5C, 5D, 5E, 5F, 5Y, 6C, 6D, 7, 7A, 8, 8A, 8C 1341, 1377, 1379, 1380, 1382, 3416, 3749, 4001, 4005, 4006, 4008, 4017, 4023, 4027, 4030                                                                   |
| 3  | Mezőkövesd, transzformátor-állomás      | 22 | 3749, 4001, 4005, 4006, 4008, 4027, 4030 |
| 4  | Klementina bejárati út                  | 21 | 3749, 4001, 4005, 4006, 4008, 4030 |
| 5  | Klementina                              | 20 | 4006 |
| 6  | Klementina bejárati út                  | 19 | 3749, 4001, 4005, 4006, 4008, 4030 |
| 7  | Tardi elágazás                          | 18 | 3749, 4001, 4005, 4006, 4008, 4030 |
| 8  | Mezőnyárád, temető                      | 17 | 1379, 1380, 3747, 3749, 4005, 4006, 4027 |
| 9  | Mezőkeresztes-Mezőnyárád vasútállomás   | 16 | 3747, 4006, 4008, 4027, 4028, 4030 Mezőkeresztes-Mezőnyárád |
| 10 | Mezőnyárád, temető                      | 15 | 1379, 1380, 3747, 3749, 4005, 4006, 4027 |
| 11 | Mezőnyárád, kultúrház                   | 14 | 3747, 3749, 4005, 4006, 4027 |
| 12 | Mezőnyárád, posta                       | 13 | 1379, 1380, 3747, 3749, 4005, 4006, 4027 |
| 13 | Mezőnyárád, felső                       | 12 | 3747, 3749, 4005, 4027 |
| 14 | Bükkábrány, Vörösmarty u.               | 11 | 3747, 3749, 4005, 4006, 4027 |
| 15 | Bükkábrány, bolt                        | 10 | 3747, 3748, 3749, 4005, 4006, 4027 |
| 16 | Bükkábrány, Petőfi Filmszínház          | 9  | 3748 |
| 17 | Balmaztanya                             | 8  | 3748 |
| 18 | Tibolddaróc, Mikszáth telep             | 7  | 3748 |
| 19 | Tibolddaróc, autóbusz-váróterem         | 6  | 3748 |
| 20 | Tibolddaróc, felső                      | 5  | 3748 |
| 21 | Kács, Árpádtanya                        | 4  | 3748 |
| 22 | Kács, Kismalom u. 3.                    | 3  | 3748 |
| 23 | Kács, Fő u. 120.                        | 2  | 3748 |
| 24 | Kács, községháza végállomás             | 1  | 3748 |
| 25 | Kács, fürdő                             | 0  | |